# 诺基亚N900
诺基亚 N900是一部行動聯網裝置和智能手机，由诺基亚的Maemo平台设备，以取代N810。诺基亚N900默认操作系统为Maemo5 Linux并且是第一款基于德州仪器 OMAP3 微处理器 ARM Cortex-A8内核的诺基亚设备。不同于先前的移动互联网终端，诺基亚N900是第一部搭载Maemo系统并内置电话模块的手机（四頻 GSM 3G UMTS）。诺基亚N900带有500万像素照相机，媒体播放器，并且也是一款支持电子邮件和全功能网页浏览器的移动互联网终端。是一部正面无按钮的智能手机。

## 发行
诺基亚N900于2009年9月2日在诺基亚大会上正式发布并于2009年11月11日在美国与9个欧洲国家发行。2010年4月在香港上市。

## 功能
诺基亚N900与Maemo 5同步推出的，Maemo 5使设备较其前身有了全面提升的触摸友好性界面，并且拥有了能混合摆放快捷方式，应用程序图标以及widget的可定制化桌面。Maemo 5得到了Flash播放器9.4支持，内置skype并包括了许多专为移动平台定制的应用程序，例如新的利于触摸屏幕的媒体播放器。
摄像头具有自动聚焦功能，双LED闪光灯，4:3和16:9两种比例选择，3×数码变焦，焦距5.2mm，光圈f/2.8, 聚焦距离从10 cm到无限远。能以 25 祯速率 进行分辨率848 × 480 (480P) 的视频拍摄。
屏幕为电阻屏幕，配备专用笔，屏幕有压力感应。内置GPS（AGPS），红外线模块、重力感应模块、环境光感应、收音器和传音器。
音频端口TRS端子，可以导出为AV端子到电视。扩展的MicroSD卡经常作为安装其他操作系统用途。

## 社区
N900是一个开放的设备，社区提供了大量额外应用程序和其他操作系统可供使用。截止2011年6月25日。社区软件仓库中大约1800个应用程序。